# Thranius suavellus
Thranius suavellus es una especie de escarabajo longicornio del género Thranius, tribu Thraniini, subfamilia Cerambycinae. Fue descrita científicamente por Holzschuh en 1999.

## Descripción
Mide 13,3 milímetros de longitud.

## Distribución
Se distribuye por Malasia.